# Nicola Fritzen
Nicola Fritzen (* 1978 in Berlin) ist ein deutscher Schauspieler.

## Leben

### Ausbildung und Theater
Fritzen wuchs auf Teneriffa auf. Er nahm zunächst 1996–1998 in Berlin privaten Schauspielunterricht bei Eike Steinmetz von der HdK Berlin. Von 1999 bis 2003 absolvierte er dann an der Otto-Falckenberg-Schule in München seine Schauspielausbildung. Während seiner Ausbildung war er studienbegleitend an den Münchner Kammerspielen engagiert, wo er seine Schauspiellaufbahn als Theaterschauspieler begann. 2002 spielte er an den Münchner Kammerspielen den Sebastian in Was ihr wollt.
Nach dem Abschluss seiner Ausbildung folgte als erste Bühnenstation das Grenzlandtheater Aachen, wo er 2003 als Romeo in Romeo und Julia auftrat. Anschließend war er festes Ensemblemitglied am Theater Ulm (von 2003 bis 2006). Zu seinen Ulmer Rollen gehörten Cléante in Der eingebildete Kranke, Clov in Endspiel, Ferdinand in Kabale und Liebe, Graf Wetter von Strahl in Das Käthchen von Heilbronn und der Werther in einer Bühnenfassung von Goethes Sturm-und-Drang-Roman Die Leiden des jungen Werthers.
Von 2006 bis zum Ende der Spielzeit 2009/10 war er festes Ensemblemitglied  am Theater Freiburg. Dort lernte er Regisseur Christoph Frick kennen, mit dem er seitdem regelmäßig zusammenarbeitet. In Freiburg spielte er u. a. Robespierre in Dantons Tod, Jérôme in Die Familie Schroffenstein, Kasimir in Kasimir und Karoline, Léon in Madame Bovary, Jason in Medea (in einer Fassung von Heiner Müller), Herbert in Berlin Alexanderplatz und die Titelrolle in einer Bühnenfassung von Kleists Novelle Michael Kohlhaas. In der Spielzeit 2009/10 trat er am Theater Freiburg als Winston Smith in einer Bühnenfassung von Orwells Roman 1984 auf.
Seither arbeitet Fritzen als freischaffender Schauspieler. 2011/12 gastierte er am Schauspielhaus Zürich als Eteokles in Ödipus und seine Kinder (Regie: Sebastian Nübling, nach Stücken von Aischylos, Sophokles und Euripides) und als Parzival in Merlin oder Das wüste Land (Regie: Christian Stückl).
Weitere Theaterengagements hatte er u. a. an den Münchner Kammerspielen (2011), am Theater Freiburg (2012), am Theater Neumarkt (2014; als Tom in Der große Gatsby, Regie: Peter Kastenmüller und als Lady Macbeth in Macbeth, Regie: Pedro Martins Beja), am Schauspiel Hannover (ab der Spielzeit 2014/15 bis 2019; u. a. als Franz Kemmerich in Im Westen nichts Neues), am Theater Basel und am Münchner Volkstheater, wo er mit großem Erfolg als Felix Krull auftrat.
Felix Krull spielte er dort seit 2011 in über 200 Aufführungen. Diese Produktion wurde mit zahlreichen Preisen ausgezeichnet.
Im März 2016 trat Fritzen beim Basler Theater «Klara Theaterproduktionen» in der Kaserne Basel in dem Stück Naturzwei (Regie: Christoph Frick) auf. In der Spielzeit 2016/17 wirkte Fritzen im November 2016 am Theater Basel in der Uraufführung des Stücks «Retten, was zu retten ist» von Philippe Heule mit. In der Spielzeit 2017/18 gastierte er erneut am Theater Basel. Am Schauspiel Köln trat er in der Spielzeit 2018/19 als Liebhaber Soljony in Pınar Karabuluts Neuinszenierung des Tschechow-Dramas Drei Schwestern auf.
Fritzen arbeitete außerdem mit den Regisseuren Jessica Glause, Lars-Ole Walburg und Tom Kühnel zusammen.
2019 erarbeitete der Regisseur Christoph Frick mit einem gemischt bolivianisch-europäischen Team, zu dem auch Fritzen gehörte, die Dokumentartheater-Produktion Palmasola – eine Rechercheproduktion über die gleichnamige Haftanstalt in Santa Cruz de la Sierra, deren Voraufführungen im April 2019 beim Festival Internacional de Teatro Santa Cruz (FITCRUZ) stattfanden. Es folgten eine Europapremiere an der Kaserne Basel und eine Tournee in der Schweiz und Deutschland.

### Film und Fernsehen
Neben seinen Theaterarbeiten übernahm Fritzen auch einige Film- und Fernsehrollen. Schwerpunkt seiner künstlerischen Tätigkeit war stets das Theater. Erste Filmrollen übernahm er kurz vor Abschluss seiner Schauspielausbildung.
In der ZDF-Krimiserie SOKO Köln (2009) spielte er den Bekannten eines ermordeten Aupair-Mädchens, der einer Kindesentführung verdächtigt wird. Im SWR-Tatort: Rebecca (Erstausstrahlung: Januar 2016) hatte er eine Nebenrolle als Rechtsanwalt Neumann. Im November 2016 war Fritzen in der ZDF-Krimiserie SOKO München in einer Episodenhauptrolle als tatverdächtiger Gymnasiallehrer Michael Kindelbacher zu sehen. In der 9. Staffel der TV-Serie Familie Dr. Kleist (2020) übernahm Fritzen, an der Seite von Esther Kuhn, eine der Episodenrollen als Lebensgefährte einer Gynäkologie-Patientin. In der 20. Staffel der ZDF-Krimiserie Die Rosenheim-Cops (2020) übernahm Fritzen eine der Episodenrollen als tatverdächtiger vorbestrafter Handelsvertreter und potentieller Juwelendieb Thomas Hunziker.
2021 stand er im Hauptcast für die neue ZDF-„Herzkino“-Reihe Freunde sind Meer vor der Kamera.

### Sprecher
Neben seiner Bühnentätigkeit arbeitete Nicola Fritzen auch als Sprecher für Hörbücher (Kaltblütig von Truman Capote; About a Boy von Nick Hornby) und als Synchronsprecher, u. a. in Trade – Willkommen in Amerika von Marco Kreuzpaintner (2007), The Good Doctor (Dr. Mateo Rendón Osma), oder  in Chicago Justice, wo er den Charakter Benny Martinez synchronisierte.

### Privates
Fritzen lebt in Freiburg im Breisgau und München. Er betreibt mehrere Sportarten, u. a. Surfen, Klettern, Kampfsport, Parkour und Rugby. Im Rugby war er deutscher Jugendmeister 1994. Er engagiert sich für Attac Deutschland. Fritzen spielt Trompete. Er arbeitet außerdem als Coach, Moderator und Trainer.

## Filmografie (Auswahl)
- 2003: Rumkugeln mit Völkerball (Kurzfilm)
- 2005: Kant, Sophie und der kategorische Imperativ (Dokumentarfilm)
- 2009: SOKO Köln (Fernsehserie; Folge: Tod eines Aupair-Mädchens)
- 2016: Tatort: Rebecca (Fernsehreihe)
- 2016: SOKO München (Fernsehserie; Folge: Die rote Bank)
- 2017: Die beste aller Welten
- 2017: Tatort: Goldbach (Fernsehreihe)
- 2018: Um Himmels Willen (Fernsehserie, Folge: Gewissenskonflikte)
- 2019: Der Lehrer (Fernsehserie; Folge: Einfach mal Klartext geredet …)
- 2020: Familie Dr. Kleist (Fernsehserie; Folge: Liebesspiel)
- 2020: Die Rosenheim-Cops (Fernsehserie; Folge: Im Namen der Familie)
- 2021: Marie fängt Feuer: Helden des Alltags (Fernsehreihe)
- 2022: Freunde sind mehr – Zur Feier des Tages (Fernsehreihe)
- 2022: Freunde sind mehr – Viergefühl (Fernsehreihe)